# Ernesto Gallina
Ernesto Gallina (* 15. Mai 1924 in Frosinone, Italien; † 16. Mai 2002) war ein römisch-katholischer Erzbischof und Diplomat des Heiligen Stuhls.

## Leben
Ernesto Gallina empfing am 31. Mai 1947 das Sakrament der Priesterweihe für das Bistum Veroli-Frosinone.
Am 12. Juli 1969 ernannte ihn Papst Paul VI. zum Titularerzbischof von Trebia und bestellte ihn zum Apostolischen Nuntius in Kamerun und zum Apostolischen Pro-Nuntius in Gabun. Der Kardinalstaatssekretär Jean-Marie Kardinal Villot, spendete ihm am 10. August desselben Jahres die Bischofsweihe; Mitkonsekratoren waren der Sekretär der Kongregation für die Evangelisierung der Völker, Kurienerzbischof Sergio Pignedoli, und der Bischof von Veroli-Frosinone, Giuseppe Marafini.
Am 13. März 1971 wurde Ernesto Gallina Apostolischer Pro-Nuntius im Iran. Paul VI. ernannte ihn am 4. Januar 1976 zum Offizial im Staatssekretariat des Heiligen Stuhls.
Papst Johannes Paul II. nahm am 15. Mai 1999 das von Ernesto Gallina aus Altersgründen vorgebrachte Rücktrittsgesuch an. 